# Kuba i olympiska sommarspelen 1948
Kuba deltog med 53 deltagare vid de olympiska sommarspelen 1948 i London. Totalt vann de en silvermedalj.

## Medalj

### Silver
- Carlos de Cárdenas och Carlos de Cárdenas Plá - Segling.